# Rumex densiflorus
Rumex densiflorus là một loài thực vật có hoa trong họ Rau răm. Loài này được Osterh. miêu tả khoa học đầu tiên năm 1898.